# Heinrich Schützinger

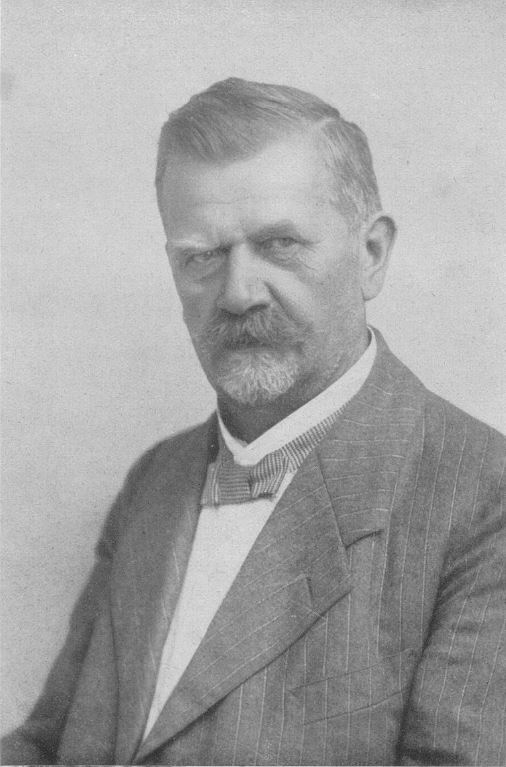
Heinrich Schützinger

Heinrich Schützinger (* 23. Juni 1857 in Weißenburg; † 15. September 1920 in Lindau) war ein deutscher Jurist, Kommunalpolitiker und Heimatforscher.

## Leben und Wirken
Nach Jurastudium und einjährigem Militärdienst beim königlich bayerischen Infanterie-Leibregiment in München war Schützinger seit 1885 Rechtsrat in Bayreuth, bevor er 1894 zum rechtskundigen Bürgermeister der Stadt Lindau gewählt wurde. In seine Zeit als Bürgermeister fielen zuerst der weitere Ausbau und die Modernisierung der Stadt, etwa mit der Eröffnung der Bahnstrecke nach Friedrichshafen 1899 oder dem Bau eines städtischen Elektrizitätswerks 1900. Die Insellage ließ indes keine intensive Industrialisierung zu; diese erfolgte in der bis 1922 selbständigen Festlandgemeinde Reutin, wo der schweizerische Lastwagenhersteller Saurer 1910 ein Zweigwerk eröffnete. Während des Ersten Weltkriegs und unmittelbar danach musste die Lindauer Stadtverwaltung die Versorgung der Bevölkerung organisieren. Schützinger stellte sich diesen Aufgaben energisch, bis ihn der Zusammenbruch seiner Gesundheit im Herbst 1919 zum Rücktritt zwang.
Ein weiteres Betätigungsfeld Schützingers war die Regionalgeschichte, die er sowohl organisatorisch als auch durch eigene Forschungen förderte. Als Präsident des Vereins für Geschichte des Bodensees und seiner Umgebung brachte er durch eine Spendenkampagne die Mittel für ein modernes Vereinsmuseum („Bodensee-Museum“) zusammen, das 1912 in Friedrichshafen eröffnet wurde; einer der Hauptsponsoren war Graf Ferdinand von Zeppelin. Später überforderte der Unterhalt den Verein; die Stadt Friedrichshafen erwarb die Sammlung und führte sie als städtisches Museum weiter. Schützinger verfasste zeitgeschichtliche Aufsätze mit starkem Gegenwartsbezug, die meist in den Schriften des Vereins für Geschichte des Bodensees und seiner Umgebung erschienen. Für seine Verdienste um die Geschichtsforschung erhielt Schützinger am 19. Oktober 1918 gelegentlich der Fünfzigjahrfeier des Bodensee-Geschichtsvereins die bayerische Ludwigsmedaille für Wissenschaft und Kunst; dazu ernannten ihn die Universität Freiburg i. Br. zum Ehrendoktor der Philosophie und der Bodensee-Geschichtsverein zum Ehrenmitglied. Anlässlich des 25-Dienstjubiläums als Bürgermeister erhielt er 1919 die Ehrenbürgerwürde der Stadt Lindau.
Schützinger richtete sich im Lindauer Pulverturm an der Westspitze der Insel eine Sommerwohnung ein. Der Weg vom Pulverturm zum Hafen heißt heute „Schützingerweg“.

## Schriften (Auswahl)
- Der Lindauer Pulverturm. In: Schriften des Vereins für Geschichte des Bodensees und seiner Umgebung. Band 51, 1922, S. 3–13. Digitalisat
- Ein halbes Jahrhundert Bodenseeforschung. In: Das Bodenseebuch. Band 6, 1919, S. 49–57. (Digitalisat)
- Nachtrag zur Vereinsgeschichte. Die Ravensburger Episode. In: Schriften des Vereins für Geschichte des Bodensees und seiner Umgebung. Band 48, 1919, S. 45–49. (Digitalisat)
- Über deutsches Kriegsnotgeld. In: Schriften des Vereins für Geschichte des Bodensees und seiner Umgebung. Band 47, 1918, S. 115–118. (Digitalisat)
- König Carol am Bodensee. In: Schriften des Vereins für Geschichte des Bodensees und seiner Umgebung. Band 47, 1918, S. 16–53. (Digitalisat)
- Graf Zeppelin und der Bodensee. In: Schriften des Vereins für Geschichte des Bodensees und seiner Umgebung. Band 46, 1917, S. 3–56. (Digitalisat)
- Das Lindauer Kriegswahrzeichen. In: Schriften des Vereins für Geschichte des Bodensees und seiner Umgebung. Band 45, 1916, S. 3–6. (Digitalisat)
- Der Achberger Eroberungszug im Jahre 1866. In: Karl Wolfart (Hrsg.): Geschichte der Stadt Lindau. Band 2. Stettner, Lindau 1909, S. 135–146.